# Liste der Monuments historiques in Vieux-Condé
Die Liste der Monuments historiques in Vieux-Condé führt die Monuments historiques in der französischen Gemeinde Vieux-Condé auf.

## Liste der Bauwerke
| Bezeichnung             | Beschreibung | Standort           | Kennzeichnung | Schutzstatus | Datum | Bild |
| ----------------------- | ------------ | ------------------ | ------------- | ------------ | ----- | ---- |
| Chapelle de la Solitude | Kapelle      | Rue d’Anjou (Lage) | PA59000092    | Inscrit      | 2003  |      |

## Liste der Objekte
- Monuments historiques (Objekte) in Vieux-Condé in der Base Palissy des französischen Kultusministeriums